# Epidendrum hygrohylephilum
Epidendrum hygrohylephilum är en orkidéart som beskrevs av Eric Hágsater och E.Santiago. Epidendrum hygrohylephilum ingår i släktet Epidendrum och familjen orkidéer.
Artens utbredningsområde är Colombia. Inga underarter finns listade i Catalogue of Life.